# 幸野豊
幸野 豊（こうの ゆたか、1949年 - ）は、日本の工学者。工学博士（東京大学）。原子力材料研究の第一人者。室蘭工業大学教授
1974年東京大学工学部卒。1977年同大学院工学系研究科修了。その後、東京大学工学部助手。同工学部総合試験所研究員等を経て、1999年室蘭工業大学工学部助教授。その後、同工学部教授・大学院工学研究科教授。

## 研究
核融合炉第一壁低放射化鉄鋼材料開発や微小試験片試験法による材料強度評価法の開発、高エネルギー陽子イオンによる鋼中微量成分分析法の開発などを研究

## 共著
- 『原子力辞典』（分担執筆、日刊工業新聞社、1995年）
- 『工業材料大辞典』（分担執筆、工業調査会、1997年）